# Червоный Кут (Полтавская область)
Червоный Кут (укр. Червоний Кут) — село,
Саровский сельский совет,
Гадячский район,
Полтавская область,
Украина.
Код КОАТУУ — 5320486906. Население по переписи 2001 года составляло 127 человек.

## Географическое положение
Село Червоный Кут находится в 3-х км от правого берега реки Псёл и 
в 1,5 км от сёл Сары и Малые Будища.
Река в этом месте извилистая, образует лиманы, старицы и заболоченные озёра.

## История
- 1622 — дата основания.